# Parasteatoda ferrumequina
Parasteatoda ferrumequina là một loài nhện trong họ Theridiidae.
Loài này thuộc chi Parasteatoda. Parasteatoda ferrumequina được Friedrich Wilhelm Bösenberg & Embrik Strand miêu tả năm 1906.